# Junta Electoral de Zona de Torrelavega
La Junta Electoral de Zona de Torrelavega es una de las seis en las que se divide la comunidad autónoma de Cantabria, creada en 1985 mediante la Ley Orgánica 5/1985, de 19 de junio, del Régimen Electoral General, en España.

## Ámbito geográfico
Esta Junta Electoral de Zona coincide con el ámbito geográfico del Partido judicial de Torrelavega.
| Sede de la junta | Municipios que comprende |
| ---------------- | --- |
| Torrelavega      | Alfoz de Lloredo, Anievas, Arenas de Iguña, Bárcena de Pie de Concha, Cabezón de la Sal, Cabuérniga, Cartes, Cieza, Los Corrales de Buelna, Mazcuerras, Miengo, Molledo, Polanco, Reocín, Ruente, San Felices de Buelna, Santillana del Mar, Suances, Los Tojos y Torrelavega. |